# Casino Canberra

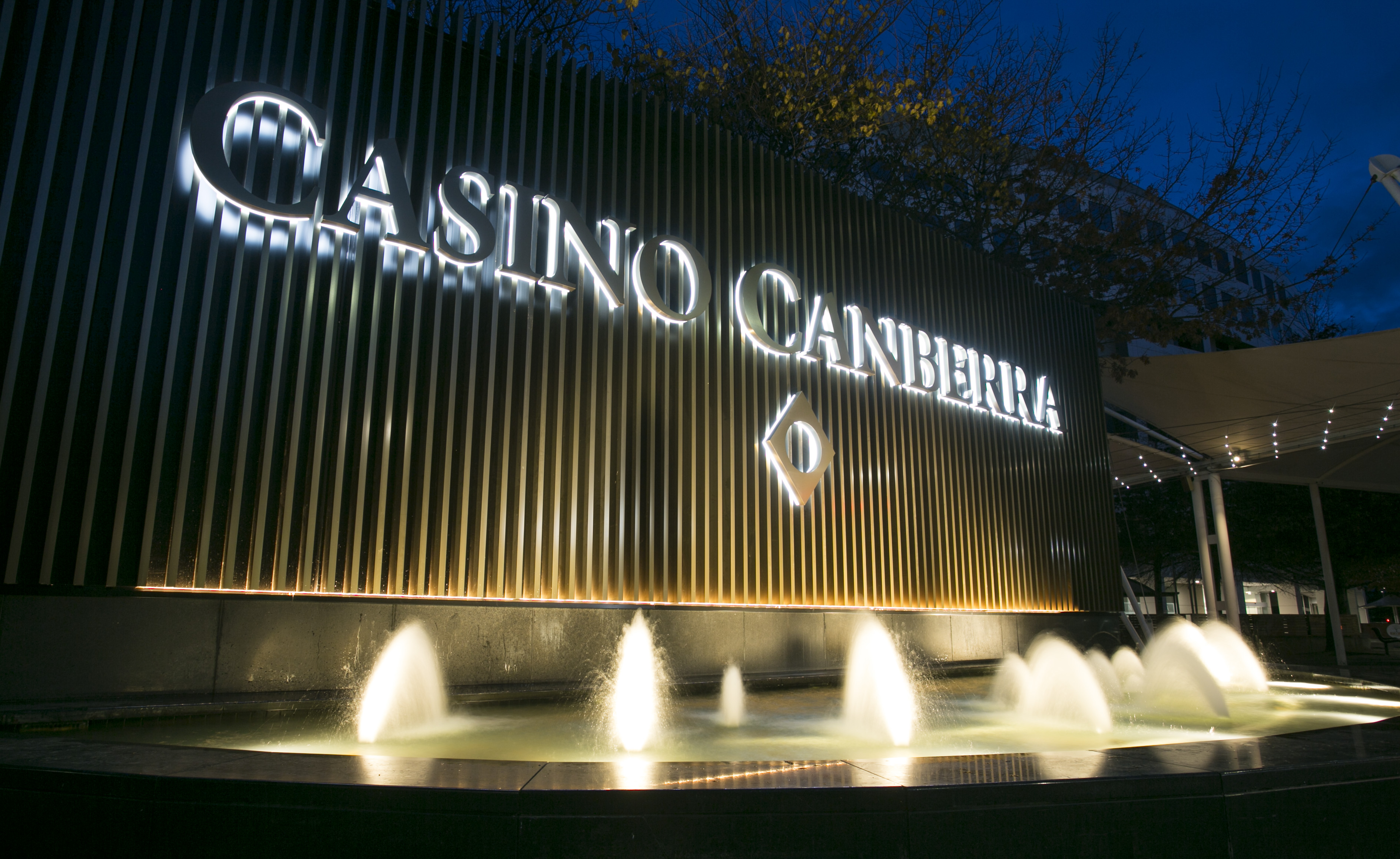
Casino Canberra

Casino Canberra ist eine Spielbank in der australischen Hauptstadt Canberra. Sie befindet sich im Stadtzentrum an der Binara Street, in der Nähe des National Convention Centre. Das 1994 eröffnete Casino war zunächst im Besitz von Casinos Austria, seit 2014 gehört es der Aquis Group aus Hongkong.

## Angebot
Im Vergleich zu anderen Casinos in Australien ist jenes in Canberra relativ klein und verfügt über keine eigenen Hotelunterkünfte, Theater, Auditorien oder Einzelhandelsgeschäfte. Allerdings stehen solche Einrichtungen in unmittelbarer Nachbarschaft zur Verfügung. Das einzige Casino im Australian Capital Territory ist auch das einzige in ganz Australien, das keine Lizenz für den Betrieb von Spielautomaten besitzt. Es gibt 39 Spieltische, an denen Black Jack, Roulette, Baccarat und andere Glücksspiele gespielt werden können. Das Casino verfügt auch über eine Poker-Lounge und eine Sportlounge mit Totalisator-Einrichtungen.

## Geschichte
Nachdem die Bundesregierung die Genehmigung zur Erteilung einer Casino-Lizenz erteilt hatte, wählte die Regierung des Australian Capital Territory das österreichische Unternehmen Casinos Austria International als bevorzugten Betreiber aus. Daraufhin erfolgte die Gründung der Tochtergesellschaft Casino Canberra Ltd. Als Gegenleistung für die Lizenz zahlte Casinos Austria 19 Millionen Dollar im Voraus für die Pacht des Grundstücks und eine jährliche Lizenzgebühr von 500.000 Dollar. Das Casino Canberra nahm seinen Betrieb am 14. November 1992 in provisorischen Räumlichkeiten im National Convention Centre auf. Am 29. Juli 1994 zog es in ein rund 200 Meter entferntes, eigens für diesen Zweck erbautes Gebäude um. Im Dezember 2014 übernahm die vom Hongkonger Milliardär Tony Fung kontrollierte Aquis Group das damals verlustbringende Casino, der Kaufpreis betrug sechs Millionen Dollar.

## Lizenzbeschränkungen
Das Casino Canberra besitzt die einzige Lizenz für den Betrieb von Spieltischen im Australian Capital Territory, darf aber im Gegensatz zu anderen australischen Casinos keine Spielautomaten betreiben. Ohne Erfolg hat das Casino versucht, bei der Regierung des Territoriums Lobbyarbeit zu betreiben, um Beschränkungen zu beseitigen. Diese Versuche sind gescheitert, zum Teil aufgrund von Bedenken der Clubs in Canberra, die Einnahmeverluste bei ihren eigenen Spielautomaten befürchten. Änderungen des Spielbankenkontrollgesetzes wurden in der Legislativversammlung bei zwei Gelegenheiten erfolglos eingebracht. Im März 2013 berichtete die Canberra Times, dass das Casino in Sorge um seine weitere Lebensfähigkeit bereit sei, der Regierung Grundstücke zurückzugeben, um die Erweiterung des National Convention Centre zu ermöglichen und im Austausch gegen Lizenzrechte für 200 Maschinen Vorabgebühren zu zahlen.
Nach dem Vorschlag, im Tausch gegen das Recht auf 500 Spielautomatenlizenzen das Casinogelände umfangreich zu sanieren, wurde im Mai 2016 eine grundsätzliche Einigung mit First Minister Andrew Barr erzielt. Demnach sollen 200 Lizenzen erteilt werden, aber erst nach Abschluss der Sanierung und nur dann, wenn die Lizenzen von den Besitzern bestehender Maschinen unter der Automaten-Obergrenze erworben wurden.